# Liste des dessins de Rembrandt
Ce qui suit est la liste des dessins de Rembrandt généralement acceptés comme étant autographes. Beaucoup sont des dessins préparatoires aux peintures ou aux gravures de Rembrandt.
Il est probable que Rembrandt ait réalisé beaucoup plus de dessins au cours de sa vie que 1 000, mais ceux qui subsistent sont plus rares que le nombre indiqué ; des projets de catalogue raisonné de tous les dessins de Rembrandt existent. Deux experts affirment que le nombre de dessins dont le statut autographe peut être considéré comme effectivement « certain » n'est pas supérieur à environ 75, bien que cela soit contesté.

## Présentation
On conserve les noms officiels en anglais pour les dessins dont les noms officiels en français sont inconnus.

## Liste des dessins
| Image | Titre                                                                    | Année         | Technique | Dimensions     | Lieu de conservation                               | Commentaire |
| ----- | ------------------------------------------------------------------------ | ------------- | --- | -------------- | -------------------------------------------------- | --- |
|       | Vieil homme lisant un livre                                              | ca. 1628      | ? | ?              | Kupferstichkabinett Berlin                         | Dessin lié à la peinture W27 : |
|       | Étude des jambes d'une femme assise                                      | ca. 1628      | Craie | 22,6 × 17,6 cm | Rijksmuseum Amsterdam                              | Dessin lié à la peinture W37 : |
|       | L'Élévation de la Croix                                                  | 1628-1629     | Pierre noire, rehaussée avec des traits de composition blancs au crayon et à la plume, avec de l'encre brune.                        | 19,3 × 14,8 cm | Musée Boijmans Van Beuningen, Rotterdam            | Dessin lié à la peinture W106 |
|       | Deux figures assises                                                     | ca. 1628-1629 | Pierre noire | 19,3 × 14,8 cm | Musée Boijmans Van Beuningen, Rotterdam            | Dessin lié à la peinture W23 |
|       | Trois scribes                                                            | ca. 1628-1629 | Plume, pinceau | 22,6 × 17,6 cm | Rijksmuseum Amsterdam                              | Dessin lié à la peinture W23 |
|       | Vieil homme avec les bras écartés                                        | ca. 1628-1629 | ? | ?              | Kupferstich-Kabinett de Dresde                     | Dessin lié à la gravure B. 95, Pierre et Jean à la porte du temple |
|       | Étude pour Judas rendant les trente pièces d'argent                      | ca. 1628-1629 | ? | ?              | Collection privée                                  | Dessin lié à la peinture W23 |
|       | Grand gueux debout                                                       | ca. 1628-1629 | Plume | 29,4 × 17 cm   | Rijksmuseum Amsterdam                              | Dessin lié à la gravure B. 162, Grand gueux debout |
|       | Homme oriental debout, de profil à gauche                                | ca. 1628-1630 | Pointe de pinceau, plume, encre brune et lavis brun                                                                                  | 17,3 × 10,8 cm | Beaux-Arts de Paris                                | Inscription du XIXe siècle au verso sur la doublure en bas au milieu, à la plume, encre brune : Rembrandt van Rhin / né près de Leyde en 1608 / mort à Amsterdam en 1669                                                                                             |
|       | Femme en buste, vue de trois-quarts vers la gauche                       | ?             | Plume, encre brune. Encadré par quatre lignes au crayon                                                                              | 8,7 × 6,0 cm   | Beaux-Arts de Paris                                | Croquis découpé d'une feuille regroupant plusieurs études à la plume |
|       | Rembrandt à la bouche ouverte                                            | ca. 1628-1629 | Plume et encre brune avec délavage gris ; lignes de composition quadrillées avec la même encre brune                                 | 12,7 × 9,5 cm  | British Museum, Londres                            | Dessin lié à la gravure B. 13, Rembrandt à la bouche ouverte |
|       | Jeune homme en buste (Rembrandt)                                         | ca. 1629      | Plume | 12,7 × 9,4 cm  | Rijksmuseum Amsterdam                              | Dessin lié à la gravure B. 338, Jeune homme en buste (Rembrandt) |
|       | Saint Paul en méditation                                                 | ca. 1629      | ? | ?              | Musée du Louvre, Paris                             | Découpé pour transfert sur la gravure B. 149, Saint Paul en méditation |
|       | Diane au bain                                                            | ca. 1629      | Pierre noire avec un léger délavage brun                                                                                             | 18,1 × 16,4 cm | British Museum, Londres                            | Découpé pour transfert sur la gravure B. 201, Diane au bain |
|       | Vieil homme assis                                                        | 1630          | Sanguine sur papier vergé | 15,7 × 14,7 cm | National Gallery of Art, Washington                | Inscription : « R 1630 » |
|       | Mise au tombeau du Christ                                                | 1630          | Sanguine, corrigé avec de la blanche                                                                                                 | 28,2 × 20,4 cm | British Museum, Londres                            | Inscription : « 1630 » |
|       | Homme à genoux                                                           | ca. 1630      | Sanguine et noire | 20,6 × 16,1 cm | Musée du Louvre, Paris                             | Dessin lié à une peinture perdue, reproduite en gravure datée de 1631 par Jan van Vliet |
|       | Vieil homme assis                                                        | ca. 1630      | Sanguine et noire | 14,5 × 14,3 cm | Nationalmuseum, Stockholm                          | Dessin lié à la gravure B325 |
|       | Vieil homme barbu assis dans un fauteuil                                 | 1631          | Sanguine sur papier | 25 × 17 cm     | Collection privée, New York                        | Signé du monogramme RHL et daté de 1631 |
|       | Vieil homme assis dans un fauteil                                        | 1631          | Sanguine, contours au crayon | 22,7 × 14,7 cm | Teylers Museum, Haarlem                            | Signé du monogramme RHL et daté de 1631 |
|       | Vieil homme avec les mains fermées, assis dans un fauteuil               | ca. 1631      | ? | ?              | Kupferstichkabinett Berlin                         | Découpé pour transfert sur la gravure B291 |
|       | Buste d'un vieil homme barbé                                             | ca. 1631      | Sanguine avec un peu de craie blanche                                                                                                | 11.4 x 9,1 cm  | Musée du Louvre, Paris                             | Dessin lié à la gravure B315 |
|       | Joueur de violon et femme                                                | ca. 1631      | ? | ?              | Kupferstichkabinett Berlin                         | Dessin lié à la gravure B138 |
|       | Femme nue couchée                                                        | ca. 1632      | Pierre noire et blanche sur papier                                                                                                   | 19,5 × 23,4 cm | Nationalmuseum, Stockholm                          | Dessin lié à la peinture W130 |
|       | Vieil homme reposé sur un bâton                                          | 1632–1635     | Plume et encre brune | 13,5 × 7,8 cm  | Metropolitan Museum of Art, New York               | Dessin lié à la gravure B133 |
|       | Étude d'un homme saoul                                                   | 1633          | Pierre noire sur papier | 25,1 × 18,9 cm | Städel, Francfort-sur-le-Main                      | Inscription : « Rembrandt f. / 1633 » |
|       | Portrait de Saskia en mariée                                             | 1633          | Pointe d'argent sur parchemin blanc                                                                                                  | 18,5 × 10,6 cm | Kupferstichkabinett Berlin                         | Inscription en néerlandais : dit is near mijn huisvrou geconterfeyt / do sy 21 jaer oud was den derden / dach als wij getroudt waeren / den 8 Junijus / 1633 (Portrait de ma femme après ses 21 ans, le troisième jour suivant notre mariage, 8 juin 1633)           |
|       | Femme assise dans un fauteuil                                            | ca. 1633      | ? | ?              | Kunsthalle de Hambourg                             | Considéré comme étant préparatoire à la peinture W88b |
|       | Homme à genoux                                                           | ca. 1633      | ? | ?              | Städel, Francfort-sur-le-Main                      | Dessin lié à la gravure B. 111 |
|       | Entrée d'une maison                                                      | ca. 1633      | ? | ?              | Kunsthalle de Hambourg                             | Dessin lié à la gravure B. 90 |
|       | Autoportrait                                                             | ca. 1633      | ? | ?              | Musée des beaux-arts de Marseille                  | Dessin lié à la gravure B. 17, Rembrandt avec l'écharpe autour du cou |
|       | Paysage avec deux maisons                                                | ca. 1633      | Pointe d'argent sur parchemin | 8,2 × 13,3 cm  | Musée Boijmans Van Beuningen, Rotterdam            | Dessin lié à la peinture W206 |
|       | Étude pour la peinture de Saint Jean Baptiste prêchant                   | ca. 1633-1634 | Plume, encre brune et lavis brun avec rehaussés blancs                                                                               | 14.5 × 20,4 cm | Musée du Louvre, Paris                             | Dessin lié à la peinture W110 |
|       | Saint Jean Baptiste prêchant                                             | ca. 1633-1634 | ? | ?              | Collection privée                                  | Dessin lié à la peinture W110 |
|       | Trois études d'un archer                                                 | ca. 1633-1634 | ? | ?              | Nationalmuseum, Stockholm                          | Inscription au verso : ...lderij 2 - 0 - 0 / 3 - 8 - 0 ... / 5 - 0 - 0.. Dessin lié à la peinture W110 |
|       | Groupes de spectateurs                                                   | ca. 1633-1634 | ? | ?              | Kupferstichkabinett Berlin                         | Dessin lié à la peinture W110 |
|       | Études de groupes et de figures                                          | ca. 1633-1634 | ? | ?              | Kupferstichkabinett Berlin                         | Dessin lié à la peinture W110 |
|       | Deux études de femme assise sur le sol                                   | ca. 1633-1634 | ? | ?              | Musée du Louvre, Paris                             | Dessin lié à la peinture W110 |
|       | Vieil homme barbu avec un chapeau en velours                             | ca. 1633-1634 | ? | ?              | Musée du Louvre, Paris                             | Dessin lié à la peinture W110 |
|       | Deux hommes discutant, un troisième les écoutant                         | ca. 1633-1634 | ? | ?              | Chatsworth House                                   | Dessin lié à la peinture W110 |
|       | Esquisse d'un vieil homme barbu et trois études de couvre-chefs          | ca. 1633-1634 | ? | ?              | Chatsworth House                                   | Dessin lié à la peinture W110 |
|       | Portrait d'un homme dans un fauteuil, vu dans un cadre                   | 1634          | Pierre noire et rouge, plume et lavis bistre, sur vélin                                                                              | 37.3 x 27,2 cm | Collection privée, New York                        | Inscription : « Rembrandt f. 1634 » |
|       | Vieil homme barbu                                                        | 1634          | ? | ?              | Bibliothèque royale de La Haye                     | Inscription sur bande adhésive : « Een vroom gemoet acht eer voor goet / Rembrandt / Amsterdam. 1634 » |
|       | Jésus et ses disciples                                                   | 1634          | Plume brune et noire, pinceau gris et marron, Pierre noire, rouge et verte                                                           | 35.7 x 47,8 cm | Teylers Museum, Haarlem                            | Inscription : « Rembrandt f. 1634 » |
|       | Vieil homme barbu avec un grand chapeau de velours                       | ca. 1634-1635 | Plume et encre brune | 10.5 x 9,6 cm  | Morgan Library and Museum, New York                | Dessin lié à la peinture W110 |
|       | Deux études de Jean-Baptiste                                             | ca. 1634-1635 | Sanguine sur papier | 18.2 x 17,4 cm | Courtauld Gallery, Londres                         | Dessin lié à la peinture W110 |
|       | La Dernière Cène, d'après Léonard de Vinci                               | 1634–1635     | Sanguine | 36.2 x 47,5 cm | Metropolitan Museum of Art, New York               | Inscription : « Rembrandt f. » |
|       | Deux bouches au travail                                                  | 1635          | Plume et bistre | 14.9 x 20 cm   | Musée Städel, Francfort-sur-le-Main                | Inscription : « t vel daer aen ende voorts de rest bysleepende » |
|       | Ange empêchant Abraham de sacrifier son fils, Isaac                      | 1635          | Sanguine sur Pierre noire, avec lavis gris, sur papier préparé avec un léger lavis marron                                            | 19.5 x 14,7 cm | British Museum, Londres                            | Considéré comme préparatoire à la peinture W136 |
|       | La Dernière Cène, d'après Léonard de Vinci                               | ca. 1635      | Sanguine, rehaussée de blanc, sur papier                                                                                             | 12.5 x 21 cm   | British Museum, Londres                            | Inscription : « R..b...dt » |
|       | La dernière cène, d'après Léonard de Vinci                               | 1635          | Plume et encre brune, lavis, traces de blanc                                                                                         | 12.8 x 38,5 cm | Kupferstichkabinett Berlin                         | Inscription : « Rembrandt f. 1635 » |
|       | Le Baptisme l'eunuque                                                    | ca. 1635      | ? | ?              | Staatliche Graphische Sammlung München             | Lié à une peinture perdue de Rembrandt, qui a été reproduite en gravure par son associé Jan van Vliet en 1631 |
|       | La Lamentation sur la mort du Christ mort                                | ca. 1635      | ? | ?              | Kupferstichkabinett Berlin                         | Dessin lié à la peinture W113 |
|       | Soldats et courtisanes                                                   | ca. 1635      | ? | ?              | Kupferstichkabinett Berlin                         | Dessin lié à la peinture W135 |
|       | Le Fils prodigue dans la taverne                                         | ca. 1635      | ? | ?              | Musée Städel, Francfort-sur-le-Main                | Dessin lié à la peinture W135 |
|       | Le vilain enfant                                                         | ca. 1635      | Plume et encre brune sur papier, lavis brun                                                                                          | 20,7 × 14,2 cm | Kupferstichkabinett Berlin                         | Dessin lié à la peinture W137 |
|       | L'Enlèvement de Ganymède                                                 | ca. 1635      | Plume et pinceau en brun | 18,5 × 16,1 cm | Kupferstich-Kabinett de Dresde                     | Considéré comme préparatoire à la peinture W137 |
|       | Vieille femme assise, en pied                                            | ca. 1635      | ? | ?              | Ossolineum, Wrocław                                | Dessin lié à la peinture W173 |
|       | Homme avec un grand chapeau de velours                                   | ca. 1635      | ? | ?              | Städel, Francfort-sur-le-Main                      | Dessin lié à la gravure B097 |
|       | La Faiseuse de Koucks                                                    | ca. 1635      | Plume | 10,8 × 14,4 cm | Rijksmuseum Amsterdam                              | Dessin lié à la gravure B124 |
|       | Femme assise avec une lettre enroulée                                    | ca. 1635      | Plume et encre brune, lavis brun | 24 × 19 cm     | Nationalmuseum, Stockholm                          | Dessin lié à la gravure B340 |
|       | Quatre études de Saskia                                                  | ca. 1635-1636 | Plume et encre brune, lavis gris localisés, corrigé à la gouache blanche                                                             | 20 × 15 cm     | Musée Boijmans Van Beuningen, Rotterdam            | Dessin lié à la gravures B365, B367, B368 |
|       | Autoportrait                                                             | ca. 1636      | ? | ?              | Kupferstichkabinett Berlin                         | Dessin lié à la gravure B. 19, Rembrandt et Saskia |
|       | Susannah et les Anciens                                                  | ca. 1636      | Sanguine sur papier | 23,5 × 26,4 cm | Kupferstichkabinett Berlin                         | Inscription au verso : « verkoft syn vaendrager synd – 15 - / een floora verhandelt – 6 -/ (f)ardynandus van sijn werck verhandelt / aen ander werck van sijn voornemen / den Abraham een floorae / Leenderts floorae is verhandelt tegen 5 g »                      |
|       | Vieil homme avec un turban doublement enroulé                            | ca. 1636      | ? | ?              | Collection privée                                  | Dessin lié à la peinture W213 |
|       | Tête d'un Oriental avec un turban                                        | ca. 1636      | ? | ?              | Collection privée                                  | Dessin lié à la peinture W213 |
|       | Vieil homme avec un turban                                               | ca. 1636      | Plume et encre sur papier teinté d'un lavis jaune pâle                                                                               | 17.3 x 13,5 cm | National Gallery of Victoria, Melbourne            | Dessin lié à la peinture W213 |
|       | Tête d'un Oriental avec un turban                                        | ca. 1636      | ? | ?              | Musée du Louvre, Paris                             | Dessin lié à la peinture W213 |
|       | Études d'une femme avec deux enfants                                     | ca. 1636      | ? | ?              | Peck Collection                                    | Inscription : « een kindekin met een oudt jack op syn hoofdken » |
|       | Présentation de la cape ensanglantée de Joseph à Jacob                   | ca. 1635-1637 | ? | ?              | Kupferstichkabinett Berlin                         | Dessin lié à la gravure B038 |
|       | Joseph distribuant du maïs en Égypte, d'après Pieter Lastman             | 1637          | Pierre noire | 31,3 x 46,2 cm | Albertina, Vienna                                  | Inscription : « Rembrandt ft. » |
|       | Un Éléphant                                                              | 1637          | Pierre noire sur papier | 23,3 x 35,4 cm | Albertina, Vienna                                  | Inscription : « Rembrandt ft. 1637 » |
|       | Autoportrait                                                             | ca. 1637      | Sanguine | 12.9 x 11,9 cm | National Gallery of Art, Washington                | Dessin lié à la gravure B. 2, Rembrandt « aux trois moustaches » |
|       | Étude d'un costume russe                                                 | ca. 1637      | ? | ?              | Morgan Library, New York                           | Inscription : « in ongenaeden synden en werden niet geschooren » |
|       | Étude de Maries en deuil                                                 | ca. 1637      | Plume en brun, et sanguine | 20.1 x 14,3 cm | Rijksmuseum Amsterdam                              | Inscription : « een dijvoot thresoor dat in een fijn harte bewaert wert tot troost harer beleevende siel » |
|       | Paul et Barnabé à Lystra                                                 | ca. 1637      | Sanguine | 29.8 x 44,2 cm | Musée Bonnat, Bayonne                              | Inscription : « een vrouw wijst op een jonck kind » |
|       | La Lamentation devant la Croix                                           | ca. 1637      | Plume et encre brune, lavis brun, sanguine                                                                                           | 21.6 x 25,4 cm | British Museum, Londres                            | Dessin lié à la peinture W113 |
|       | Joseph contant ses rêves                                                 | ca. 1637      | Sanguine | 18 x 12,5 cm   | Musée Boijmans Van Beuningen, Rotterdam            | Dessin lié à la gravure B037 |
|       | Études d'une femme lisant et un Oriental                                 | ca. 1637      | ? | ?              | Collection privée                                  | Dessin lié à la gravure B037 |
|       | Homme priant à genoux, tête de femme                                     | с. 1637       | Sanguine | 18.3 x 15,8 cm | Albertina, Vienna                                  | Dessin lié à la gravures B098 and B367 |
|       | L'Idolâtrie de Salomon                                                   | ca. 1636-1638 | Sanguine | 48.5 x 37,6 cm | Musée du Louvre, Paris                             | Dessin lié à la peinture W47 |
|       | Ève donnant la pomme à Adam                                              | ca. 1638      | ? | ?              | Collection privée                                  | Dessin lié à la gravure B028 |
|       | Ève donnant la pomme à Adam                                              | ca. 1638      | ? | ?              | Collection privée                                  | Dessin lié à la gravure B028 |
|       | Saskia assise sur un lit                                                 | ca. 1638      | Plume et pinceau en brun, corrigé avec du blanc opaque et du papier teinté                                                           | 15 x 13,8 cm   | Kupferstich-Kabinett de Dresde                     | Dessin lié à la gravure B369 |
|       | Saskia dormant dans un lit                                               | ca. 1638      | Plume et encre brune | ?              | Ashmolean Museum, Oxford                           | Dessin lié à la gravure B369 |
|       | Femme malade couchée dans un lit, probablement Saskia                    | ca. 1638      | ? | ?              | Petit Palais, Paris                                | Dessin lié à la gravure B369 |
|       | Saskia au lit                                                            | ca. 1635-1640 | Plume et encre brune | 8.4 x 10,4 cm  | British Museum, Londres                            | Dessin lié à la gravure B369 |
|       | Portrait de Titia van Uylenburch                                         | 1639          | Plume et encre brune, papier brun | 17.4 x 14,6 cm | Nationalmuseum, Stockholm                          | Inscription : « Tijtsija van Ulenburch / 1639 » |
|       | Portrait de Baldassare Castiglione, d'après Raphael                      | 1639          | Plume et encre brune, gouache blanche                                                                                                | 16.3 x 20,7 cm | Albertina, Vienna                                  | Inscription : « de Conten batasar de kastijlijone van raefael / verkoft voor 3500 gulden / het geheel cargesoen tot Luke van Nuffelen heeft gegolden f59456:- Ao 1639 »                                                                                              |
|       | Portrait d'une jeune femme portant des gants                             | ca. 1639      | Plume et encre brune, lavis brun, rehaussé avec du blanc                                                                             | 16 x 12,9 cm   | British Museum, Londres                            | Considéré comme préparatoire pour la peinture W184b |
|       | Femme dans une robe riche et avec un chapeau de velours, vue de derrière | ca. 1639      | ? | ?              | Museum der bildenden Künste, Leipzig               | Dessin lié à la gravure B109 |
|       | Étude pour le Dessinateur devant le modèle                               | ca. 1639      | Plume et encre brune, lavis et retouché avec du blanc, sur papier brun délavé                                                        | 18.8 x 16,4 cm | British Museum, Londres                            | Dessin lié à la gravure B. 192, Le Dessinateur devant le modèle |
|       | Étude pour La Présentation au Temple                                     | ca. 1639      | Plume et bistre foncé | 18 × 19 cm     | Musée d'Amsterdam                                  | Dessin lié à la gravure B049 |
|       | Étude pour Renier Ansloo                                                 | 1640          | Sanguine, rehaussée avec du blanc, sur papier                                                                                        | 15.7 x 14 cm   | British Museum, Londres                            | Inscription : « Rembrandt f. 1640 ». Découpé pour transfert sur la gravure B. 271, C. Claes Ansloo ou Cornelis Claesz. Anslo |
|       | Portrait de Cornelis Claesz Anslo                                        | 1640          | Sanguine, plume et lavis bistre, encre indienne, gouache blanchâtre                                                                  | 24.6 x 20,1 cm | Musée du Louvre, Paris                             | Inscription : « Rembrandt f. 1640 » |
|       | Homme nu à genoux                                                        | ca. 1640      | ? | ?              | Musée Bonnat, Bayonne                              | Dessin lié à la gravure B092 |
|       | Chien de garde dormant                                                   | ca. 1640      | Plume et encre brune avec pinceau et lavis brun, avec touches d'aquarelle blanche opaque, sur du papier vergé crème                  | 14,3 × 16,8 cm | Musée des beaux-arts de Boston                     | Dessin lié à la gravure B158 |
|       | Trois hommes se faisant décapiter                                        | ca. 1640      | Plume et encre brune, corrigée avec du blanc ; contours à la plume et encre brune                                                    | 15.3 x 22,6 cm | British Museum, Londres                            | Dessin lié à la gravure B092 |
|       | Ébauche d'un bourreau                                                    | ca. 1640      | Plume | 15,6 × 20,1 cm | Rijksmuseum Amsterdam                              | Dessin lié à la gravure B092 |
|       | Tête de femme au visage rond et joufflu                                  | ca. 1640      | Plume et encre brune | 8,6 × 8,5 cm   | Beaux-Arts de Paris                                | Dessin à rapprocher de La Sainte Famille du musée du Louvre |
|       | Buste de l'empereur Galba                                                | 1640-1641     | Plume et bistre | 14.2 x 9 cm    | Kupferstichkabinett Berlin                         | Inscription : « .alba » |
|       | La mise au tombeau du Christ                                             | ca. 1640-1641 | Plume | 15.6 x 21 cm   | Rijksmuseum Amsterdam                              | Dessin lié à la peinture W162 |
|       | Tobie rendant la vue à son père                                          | ca 1640-1645  | Plume | 21,1 × 17,7 cm | Cleveland Museum of Art                            | |
|       | Le moulin de Passeerder à Amsterdam                                      | ca. 1640-1641 | ? | ?              | Formerly Bremen, Kunsthalle                        | Dessin lié à la gravure B233 |
|       | Deux hommes discutant, l'un vêtu d'une robe orientale                    | 1641          | Plume d'oie et plume de roseau avec encre brune et corrections à la gouache blanche sur papier vergé                                 | 22.9 x 18,5 cm | Courtauld Gallery, Londres                         | Inscription : « Rembrandt f. 1641 » |
|       | Le Christ et la femme adultère                                           | ca. 1639-1641 | ? | ?              | Musée du Louvre, Paris                             | Dessin lié à la peinture W47 |
|       | Vieille femme assise, en buste                                           | ca. 1641      | ? | ?              | Courtauld Gallery, Londres                         | Dessin lié à la peinture W173 |
|       | Un homme aidant un cavalier à monter un cheval                           | ca. 1641      | Plume | 14.2 x 14,9 cm | Rijksmuseum Amsterdam                              | Dessin lié à la peinture W153 |
|       | Moulin du Bastion Blauwhoofd à Amsterdam                                 | ca. 1641      | Fusain à l'huile sur papier teinté brun, contours à la plume avec de l'encre brune, crayon                                           | 16.6 x 27,5 cm | Musée Boijmans Van Beuningen, Rotterdam            | Dessin lié à la gravure B233 |
|       | Étude d'un officier, un Oriental et un homme au grand chapeau''          | ca. 1641-1642 | Plume | 21.2 x 13,4 cm | Musée du Louvre, Paris                             | Dessin lié à la peinture W190 |
|       | Deux Juifs discutant en marchant                                         | 1641-1642     | Pierre noire, plume avec encre brune                                                                                                 | 9.7 x 8,4 cm   | Teylers Museum, Haarlem                            | Inscription : « …/ …samson/ sijnd troni/ een(?) die een pijl wtreckt over/ … schouder » |
|       | Études de figures                                                        | ca. 1642      | ? | ?              | Musée de la maison de Rembrandt, Amsterdam         | Dessin lié à la gravure W120 |
|       | Deux femmes marchant (Ruth et Naomi ?)                                   | ca. 1642      | ? | ?              | Musées royaux des beaux-arts de Belgique, Brussels | Dessin lié à la gravure W120 |
|       | Maison près du pont de bois                                              | 1644          | Plume et encres de plusieurs nuances brunes, délavage brun, corrections en blanc (oxidé, en partie érodé), touches de sanguine       | 29.9 x 45,5 cm | Metropolitan Museum of Art, New York               | Inscription : « Rembrandt f. 1644 » |
|       | Satire sur la critique d'art                                             | 1644          | Plume avec encre brune, corrigée avec du blanc                                                                                       | 15.5 x 20,1 cm | Metropolitan Museum of Art, New York               | Inscription : « den tijd 16[4?]4 / dees ... van d kunst / is .ooting gunst ... Houdlos... / i ind. dat... » |
|       | Le Rêve de Jacob                                                         | ca. 1644      | ? | ?              | École nationale supérieure des beaux-arts, Paris   | Inscription : « in ongenaeden synden en werden niet geschooren » |
|       | Portrait posthume du prêtre Jan Cornelisz. Sylvius                       | 1644-1645     | ? | ?              | National Gallery of Art, Washington                | Inscription : « den een on … sijden … ofte … /near Chrisstum gaenden » |
|       | Jeune femme regardant par la fenêtre                                     | ca. 1645      | ? | ?              | Courtauld Gallery, Londres                         | Dessin lié à la peinture W200 |
|       | Feuille d'études avec une femme enseignant un enfant à marcher           | ca. 1646      | Plume et encre brune | 16 x 16,5 cm   | Nationalmuseum, Stockholm                          | Dessin lié à la gravure B194 |
|       | Jan Cornelisz Sylvius                                                    | ca. 1646      | Plume et encre brune | 14 x 11,6 cm   | Nationalmuseum, Stockholm                          | Dessin lié à la gravure B280 |
|       | Jan Cornelisz Sylvius                                                    | ca. 1646      | Plume et encre brune, rehaussements blancs                                                                                           | 28.5 x 19,5 cm | British Museum, Londres                            | Dessin lié à la gravure B280 |
|       | L'Étoile des rois mages                                                  | 1645-1647     | Plume et encre brune avec lavis brun mélangé à de a gouache blanche ; coutours à la plume et encre brune                             | 20,4 × 32,3 cm | British Museum, Londres                            | Inscription : « Rembrandt f. » |
|       | Jan Six                                                                  | 1647          | ? | ?              | Collection de Six, Amsterdam                       | Découpé pour transfert sur la gravure B285 |
|       | Jan Six au chapeau                                                       | 1647          | ? | ?              | Musée d'Amsterdam                                  | Dessin lié à la gravure B285 |
|       | Jan Six avec un chien                                                    | 1647          | Plume et lavis blanc avec gouache | 22 × 17,5 cm   | Collection de Six, Amsterdam                       | Dessin lié à la gravure B285 |
|       | Étude d'une Susanne                                                      | ca. 1647      | Pierre noire et pinceau sur papier                                                                                                   | 20,3 × 16,4 cm | Kupferstichkabinett Berlin                         | Dessin lié à la peinture W213 |
|       | Bords de l'Amstel avec deux bateaux à voile                              | ca. 1647      | Pierre noire | 9,4 × 15,0 cm  | Beaux-Arts de Paris                                | Dessin provenant certainement d'un carnet de vues dessinées |
|       | Vieil homme assis                                                        | ca. 1648      | Pierre noire | 13,5 × 8,3 cm  | Beaux-Arts de Paris                                | Inscription à la plume Rembran[d] (coupé) |
|       | Deux femmes malades                                                      | ca. 1645-1649 | Plume | 10,1 × 12,2 cm | Rijksmuseum Amsterdam                              | Dessin lié à la gravure B074 |
|       | Tête d'une femme malade                                                  | ca. 1645-1649 | ? | ?              | Rijksmuseum Amsterdam                              | Dessin lié à la gravure B074 |
|       | Homme debout avec un chapeau dans sa main droite tendue                  | ca. 1645-1649 | ? | ?              | Courtauld Gallery, Londres                         | Dessin lié à la gravure B074 |
|       | Vieil homme aveugle guidé par une femme                                  | ca. 1645-1649 | ? | ?              | Musée du Louvre, Paris                             | Dessin lié à la gravure B074 |
|       | Étude d'un groupe de malades                                             | ca. 1645-1649 | ? | ?              | Kupferstichkabinett Berlin                         | Dessin lié à la gravure B074, La Pièce aux cent florins |
|       | Étude d'une mendiante assise, suppliant                                  | ca. 1645-1649 | ? | ?              | Collection privée                                  | Dessin lié à la gravure B074 |
|       | Vieil homme avec un chapeau de velours                                   | ca. 1645-1649 | ? | ?              | Collection privée                                  | Dessin lié à la gravure B074 |
|       | Étude pour La Pièce aux cent florins                                     | ca. 1645-1649 | ? | ?              | Musée du Louvre, Paris                             | Dessin lié à la gravure B074 |
|       | L'Amsteldijk de Meerhuizen, regardant vers le petit moulin               | ca. 1649-1650 | ? | ?              | Musée du Louvre, Paris                             | Inscription au verso : « Dees tekeningh vertoont de buiten amstelkant / Soo braaf getekent door heer rembrandts eygen hant / PKo » (Ce dessin représente le Buiten-Amstel, le plus habile produit de la main de Rembrandt. P[hilips] Ko[ninck]).                     |
|       | Étude pour le St Jérôme                                                  | ca. 1650      | Brou de noix | 25 x 20,7 cm   | Kunsthalle de Hambourg                             | Dessin lié à la gravure B. 104, Saint Jérôme, inachevé ou Saint Jérôme lisant dans un paysage italien |
|       | Bâtiments fermiers près du canal                                         | ca. 1650      | Plume et encre gris foncé avec lavis gris-brun sur papier gris                                                                       | 11.6 x 12,2 cm | British Museum, Londres                            | Dessin lié à la gravure B213 |
|       | Maison sur le Diemerdijk, regardant vers l'est                           | ca. 1650      | ? | ?              | Ashmolean Museum, Oxford                           | Dessin lié à la gravure B213 |
|       | Le Canal avec les cygnes                                                 | ca. 1650      | Plume et encre brune, pinceau et lavis brun                                                                                          | 9.7 x 21,4 cm  | J. Paul Getty Museum, Los Angeles                  | Dessin lié à la gravure B235 |
|       | Autoportrait en pied                                                     | ca. 1650      | Plume et encre brune sur papier brunâtre                                                                                             | 20,3 × 13,4 cm | Musée de la maison de Rembrandt                    | Unique autoportrait dans lequel Rembrandt se représente en pied. |
|       | Vue d'Haarlem avec l'État de Saxemburg en arrière-plan                   | ca. 1650-1651 | Plume et encre brune, lavis brun, rehaussé de blanc                                                                                  | 8,9 × 15,2 cm  | Musée Boijmans Van Beuningen, Rotterdam            | Dessin lié à la gravure B234 |
|       | Paysage avec une ferme et une grange à foin                              | ca. 1650-1652 | Plume, encre brune, lavis brun sur papier brun clair                                                                                 | 8,8 × 17,3 cm  | Statens Museum for Kunst, Copenhague               | Dessin lié à la gravure B. 224, La Grange à foin |
|       | Ferme attenant à une maison                                              | ca. 1650-1652 | ? | ?              | Collection privée                                  | Dessin lié à la gravure B. 224, La Grange à foin |
|       | Ferme derrière des arbres, avec une passerelle                           | ca. 1650-1652 | Plume de roseau et encre brune, lavis gris, rehaussements blancs sr papier brun                                                      | 15,7 × 18,1 cm | Fitzwilliam Museum, Cambridge                      | Dessin lié à la gravure B. 222, Le Bouquet d'arbres |
|       | Susanne et les Anciens                                                   | ca. 1650-1652 | Brush | 20.1 x 18,8 cm | Rijksmuseum Amsterdam                              | Dessin lié à la peinture W213 |
|       | Fermette délabrée au toit de chaume                                      | ca. 1652      | Plume, encre brune et lavis brun | 11,8 × 17,7 cm | Beaux-Arts de Paris                                | Cette chaumière vétuste est également décrite dans le dessin Paysage avec ferme (Clarence Buckingham collection,The Art Institute of Chicago) |
|       | Homère récitant des vers                                                 | 1652          | ? | ?              | Collection de Six, Amsterdam                       | Inscription : « Rembrandt aen Joannes Sicx. 1652 » |
|       | Minerve dans son studio                                                  | 1652          | ? | ?              | Collection de Six, Amsterdam                       | Inscription : « Rembrandt f. 1652 » |
|       | Les Ruines de la vieille mairie à Amsterdam (après un feu)               | 1652          | ? | ?              | Musée de la maison de Rembrandt, Amsterdam         | Inscription : « vand waech afte sien stats huis van Amsteldam doent afgebrandt was den 9 Julij 1652. Rembrandt » |
|       | Vue de l'auberge Huis te Vraag                                           | с. 1652       | ? | ?              | Localisation inconnue                              | Dessin lié à la gravure B. 221, Le Canal |
|       | Buste d'Andrea Doria                                                     | 1653          | ? | ?              | Kupferstichkabinett Berlin                         | Inscription : « ANDREAS D. AVREA Hartog van S[tad] genuwa » |
|       | La Calomnie d'Apelle, d'après Mantegna                                   | ca. 1652-1654 | Plume avec encre brune et lavis brun sur papier préparé gris-brun                                                                    | 26.3 x 43,2 cm | British Museum, Londres                            | Inscription : « CaLomnia d'apella / Inocenv[v=s]ia / Susp[ic]ione / I[g]nora[n]cia / acnoni / Ins[s=v]idia / Penitencia / Veritas » |
|       | Rivière avec des arbres                                                  | 1654-1655     | ? | ?              | Musée du Louvre, Paris                             | Inscription au verso : « [om te] etsen witten tarpentyn oly / [daer] toe de helft tarpentyn / tesaemen in een glaesen flesken gedaen en / flesken in suver[?] waeter een ha[lf] [uu]r laeten kooken »                                                                |
|       | Jupiter avec Philémon et Baucis                                          | 1655          | ? | ?              | Kupferstichkabinett Berlin                         | Inscription : « d'ouden filemon onvan[g]t mes ind[e] mon en dHaend op de vloer omgeswicht » |
|       | Le Cours d'anatomie du Dr Jan Deyman                                     | 1656          | ? | ?              | Musée d'Amsterdam                                  | Study for a frame for the painting W246 |
|       | Quatre Orientaux assis sous un arbre                                     | ca. 1656      | Plume et encre brune avec lavis brun et gris, retouché au blanc et quelques raclages, sur du papier japon préparé au lavis brun pâle | 19,4 × 12,4 cm | British Museum, Londres                            | Dessin lié à la gravure B029 |
|       | L'Empereur Akbar et son fils Selim en apothéose                          | ca. 1656      | Plume et encre brune avec lavis brun, corrigé à la gouache blanche                                                                   | 21.2 x 17,4 cm | Musée Boijmans Van Beuningen, Rotterdam            | Dessin lié à la gravure B029 |
|       | Le Christ reconforté par l'Ange                                          | ca. 1657      | ? | ?              | Kunsthalle de Hambourg                             | Dessin lié à la gravure B075 |
|       | L'Agonie dans le Jardin                                                  | ca. 1657      | Encre brune, lavis brun, papier | 19.6 x 19 cm   | Fitzwilliam Museum, Cambridge                      | Dessin lié à la gravure B075 |
|       | Lieven Willemsz. van Coppenol                                            | ca. 1658      | ? | ?              | Musée des beaux-arts de Budapest                   | Dessin lié à la gravure B282 |
|       | Le Christ et la femme adultère                                           | 1659-1660     | ? | ?              | Staatliche Graphische Sammlung München             | Inscription sur un bout de papier joint : « soo jachtich om Christus in zijn antwoordt te verschalken konden schrifterlick antw[oord] niet afwachten » |
|       | Balisario aveugle recevant des âmes                                      | ca. 1660      | ? | ?              | Kupferstichkabinett Berlin                         | Inscription : « erbarmt u over den armen bellisaro die nochtans wel was in groot aensien door syn manhaftijge daden en door de jalousij is verblindt » |
|       | Homme au grand chapeau marchant                                          | ca. 1660      | Plume | 14,7 × 6,2 cm  | Rijksmuseum Amsterdam                              | Dessin lié à la peinture W320 |
|       | Autoportrait                                                             | с. 1660       | Plume et encre noire-brune, flou gris, flou blanc sur papier sépia                                                                   | 8.2 x 7,1 cm   | Albertina, Vienna                                  | Dessin lié à la peinture W281, Portrait de l'artiste au chevalet |
|       | Le Chant de prière de Simon                                              | 1661          | ? | ?              | Bibliothèque royale de La Haye                     | Inscription : « Rembrandt f. 1661 » |
|       | La Conspiration de Claudius Civilis                                      | 1661          | ? | ?              | Staatliche Graphische Sammlung München             | Dessin lié à la peinture W298 |
|       | Un enfant apprenant à marcher                                            | ca. 1660-1662 | Plume et encre brune sur papier brun crème                                                                                           | 9,3 × 15,4 cm  | British Museum, Londres                            | Inscription au verso « dit voor af te vragen / [vr]agen aen ons beijde oft wijt an de Heeren / [g?]oede mannen willen laten ver blijben / dan tijssen te vragen of Hij niet een / beijden d schilderien gelieft opgemaeckt te hebben / geen van beijden begerende. » |
|       | Trois syndics de la guilde des tisserands                                | ca. 1661-1662 | ? | ?              | Kupferstichkabinett Berlin                         | Dessin lié à la peinture W299 |
|       | Étude d'un syndic, Jacob van Loon                                        | ca. 1661-1662 | Plume et pinceau en brun, correction en blanc                                                                                        | 19,5 × 16 cm   | Rijksmuseum Amsterdam                              | Dessin lié à la peinture W299 |
|       | Étude d'un syndic, Volckert Jansz.                                       | ca. 1661-1662 | Plume de roseau et pinceau en encre brune, rehaussé au blanc sur feuille de livre de caisse                                          | 22,5 × 17,5 cm | Musée Boijmans Van Beuningen, Rotterdam            | Dessin lié à la peinture W299 |
|       | Isaac et Rebecca                                                         | ca. 1662      | ? | ?              | Collection privée                                  | Dessin lié à la peinture W312 |
|       | Une voiture                                                              | ca. 1660-1663 | Plume et encre avec lavis grisâtre et brun                                                                                           | 19,3 × 25,4 cm | British Museum, Londres                            | Dessin lié à la peinture W303 |
|       | Homère dictant à un scribe                                               | ca. 1663      | Plume, pinceau et encre brune, rehaussé de blanc                                                                                     | 14,8 × 17 cm   | Nationalmuseum, Stockholm                          | Dessin lié à la peinture W301 |
|       | Elsje Christiaens suspendue à une potence (vue de face)                  | 1664          | ? | 17,1 × 9,1 cm  | Metropolitan Museum of Art, New York               | |
|       | Elsje Christiaens suspendue à une potence (vue de côté)                  | 1664          | ? | 15,8 × 8 cm    | Metropolitan Museum of Art, New York               | |

## Autres
D'autres dessins ont été mentionnés dans des ouvrages spécialisés :
- Étude d'une variante de la Chaumière et la Grange à foin (B. 225, roseau et brou de noix, 1650)[19]
- Rembrandt corrigeant ses élèves dans l'atelier supérieur de son hôtel (brou de noix, musée du Louvre)[20]
- Étude pour l'un des Vieillards datés de 1630 (sanguine, musée du Louvre)[21]
- Académie d'un jeune homme (brou de noix)[22]
- Variante de l’Enfant prodigue (brou de noix, musée du Louvre), lié à la gravure B. 91, Le Retour du Fils Prodigue (voir estampe)[22]
- Vue de Londres (roseau et brou de noix, 1662)[23]
- Baltassare Castiglione (croquis au brou de noix)[24]
- Jan Six (croquis au brou de noix)[25]
- Études pour les Cent Florins (brou de noix)[26]